# Антонов Володимир Павлович
Володи́мир Па́влович Анто́нов (Антонов-Саратовський; *31 липня 1884, Саратов — 3 серпня 1965, Москва)  — нарком внутрішніх справ УРСР, голова Донецького губревкому, радянський юрист і державний діяч. Член Президії ВЦВК.

## Біографія
Народився в Саратові в родині судового пристава Саратовського окружного суду, спадковий дворянин. Закінчив 1-у чоловічу гімназію Саратова. З 1904 до 1911 року навчався на юридичному та історико-філологічному факультетах Московського університету (вчився з перервами через участь у революційній діяльності).
Член РСДРП(б) з 1902 року. Учасник Грудневого збройного повстання 1905 року в Москві.
У 1908 році працював присяжним повіреним у місті Саратові.
19 (31) травня 1908 року Антонов був заарештований у Москві при спробі звернутися з промовою до робітників майстерні Московсько-Курсько-Нижньогородської залізниці, при обшуку на квартирі у нього вилучили соціал-демократичну та профспілкову літературу, а також деякі фінансові документи РСДРП(б). 11 (23) січня 1910 року Московська судова палата присудила Антонову ув'язнення в фортеці на чотири місяці із зарахуванням трьох місяців попереднього утримання.
З 1910 до 1914 року працював юристом. Під час Першої світової війни — член Саратовського комітету РСДРП(б), організатор та редактор більшовицької «Нашей газеты».
У 1916 році заарештований, відбував заслання в Іркутській губернії. 
Після Лютневої революції 1917 року увійшов до Саратовського комітету РСДРП(б), у серпні 1917 року став головою Саратовської ради робітничих депутатів, був обраний до складу Установчих зборів по Саратовському округу від РСДРП(б).
З початком Жовтневого перевороту брав участь в становленні Радянської влади в Саратові, керував загонами Червоної гвардії. З 7 листопада 1917 року — голова Саратовського військово-революційного комітету. У 1917—1918 роках — голова виконавчого комітету Саратовської губернської Ради. У 1918 році був головою Ради народних комісарів самопроголошеної Саратовської Федеративної Республіки.
До липня 1919 року — член колегії Народного комісаріату внутрішніх справ (НКВС) РСФРР.
У липні — 25 вересня 1919 року — голова виконавчого комітету Курської губернської Ради.
У 1919 році — член Революційного трибуналу 13-ї армії Південного фронту та організатор революційних комітетів на Південному фронті. Учасник операцій проти частин Оренбурзького козачого війська під командуванням отамана Дутова.
З січня 1920 року — голова Донецького губернського революційного комітету.
9 травня 1920 — квітень 1921 року — народний комісар внутрішніх справ Української СРР. Одночасно був уповноваженим по боротьбі з махновщиною, членом Революційної військової ради 4-ї армії.
У 1921—1923 роках — ректор Комуністичного університету імені Я. М. Свердлова.
У 1923—1926 роках — голова Комісії законодавчих пропозицій при Раді народних комісарів СРСР. У 1924 році залучався до участі в Комісії Президії ЦВК СРСР із вироблення основних законів, а також брав участь у виробленні основ судоустрою та судочинства СРСР і союзних республік; в 1925 році включений до складу Комісії Президії ЦВК СРСР з розгляду проєкту Кодексу основних законів про працю; в 1927 році включений до складу Комісії РНК СРСР для розробки закону «Основні засади землекористування та землеустрою», у 1929 році призначений заступником голови Комісії з перегляду основних засад кримінального законодавства, в 1930 році призначений до складу Комісії РНК СРСР для розробки проекту положення про основи організації районних органів влади. 
Одночасно в 1923—1938 роках — член Верховного Суду СРСР. У 1931—1934 роках — арбітр при РНК СРСР.
Член суду на Шахтинському процесі та в справі Союзного бюро меншовиків, а також у справі Промпартії («Союз інженерних організацій»).
З 1939 до 1952 року працював у Народному комісаріаті (Міністерстві) юстиції РРФСР.
З 1941 року — персональний пенсіонер. З 1952 року — на пенсії в Москві.
Помер 3 серпня 1965 року в Москві. Похований на саратовському Воскресенському цвинтарі поряд із могилою Чернишевського.
Антонов — делегат VIII і IX з'їздів партії, 3-го та 4-го з'їздів Рад, обирався членом Президії ВЦВК. Автор низки статей та брошур з питань юриспруденції, деякі з них перекладені іноземними мовами (зокрема, його стаття 1931 року про процес меншовиків). Автор мемуарів «Під прапором пролетарської боротьби» (1925) та «Червоний рік» (1927).

## Відзнаки і нагороди
Указом Президії ВР СРСР від 20 грудня 1955 року нагороджений орденом Леніна.